# Великокозирщина
Великокози́рщина — село в Україні, у Личківській сільській громаді Самарівського району Дніпропетровської області. Населення за переписом 2001 року становить 184 особи.

## Географія
Село розташоване на правому березі каналу Дніпро — Донбас, вище за течією примикає село Личкове, нижче за течією на відстані 4,5 км розташоване село Малокозирщина. Вздовж каналу розташовані залишки русла річки Оріль та заболочені озера. Поруч проходять автомобільна дорога Т 0412 і залізниця, платформа 122 км за 1,5 км.

## Історія
До 1766 роках козацьке село Козирщина входило до Самарської паланки, потім стало центром Орільської паланки.
Станом на 1886 рік в селі Личківської волості мешкало 802 особи, налічувалось 175 дворів, православна церква.

## Населення

### Мова
Розподіл населення за рідною мовою за даними перепису 2001 року:
| Мова       | Кількість | Відсоток |
| ---------- | --------- | -------- |
| українська | 174       | 94.57%   |
| російська  | 10        | 5.43%    |
| Усього     | 184       | 100%     |

## Сучасність
1989 року за переписом тут проживало приблизно 530 осіб.